# Lauterique
Lauterique es un municipio del departamento de La Paz en la República de Honduras.

## Toponimia
Lauterique, nombre derivado de la palabra alternativa en lenca Aluterique. Significa “Cerro del Papagayo”.

## Límites
| Orientación | Límite                                     |
| ----------- | ------------------------------------------ |
| Norte       | Municipio de Aguanqueterique, La Paz       |
| Sur         | Municipio de Caridad, Valle                |
| Este        | Municipio de Curaren, Francisco Morazán    |
| Oeste       | Municipio de San Antonio del Norte, La Paz |

Situado en la pendiente de la Sierra que va de Aguanterique a Caridad.

## Historia
En 1777, diez familias procedentes de Cacauterique (hoy Santa Ana), fundaron este municipio llamándolo Zacualpita, después Lauterique, nombre derivado de Cacauterique.
En 1860, obtuvo el título legal de sus tierras.
En 1896, en la División Política Territorial de 1896, era un municipio del Distrito de San Antonio del Norte.

## División Política
Aldeas: 8 (2022)
Caseríos: 33 (2013)
| Código | Aldea       |
| ------ | ----------- |
| 01     | Lauterique  |
| 02     | El Amate    |
| 03     | Las Minitas |
| 04     | Ojo de Agua |
| 05     | El Barranco |
| 06     | La Trinidad |
| 07     | El Moray    |
| 08     | El Injerto  |